# Landtagswahl in der Steiermark 1974
- SPÖ: 23
- ÖVP: 31
- FPÖ: 2

Am 20. Oktober 1974 fanden Landtagswahlen in der Steiermark statt.
Die ÖVP feierte einen Erdrutschsieg und erlangte eine klare absolute Mehrheit. Friedrich Niederl (ÖVP) blieb damit Landeshauptmann.
Mit 53,3 % der Stimmen (31 Mandate) erreichte die ÖVP eine klare Mehrheit, die SPÖ bekam 41,2 % der Stimmen (23 Mandate). Drittstärkste Partei blieb die FPÖ mit 4,2 % (2 Mandate), die KPÖ verfehlte mit 1,35 % den Einzug in den Landtag.

## Wahlergebnis
|                                         | Ergebnisse 1974 | Ergebnisse 1974 | Ergebnisse 1974 | Ergebnisse 1970 | Ergebnisse 1970 | Ergebnisse 1970 | Differenzen | Differenzen | Differenzen |
| --------------------------------------- | --------------- | --------------- | --------------- | --------------- | --------------- | --------------- | ----------- | ----------- | ----------- |
| Wahlberechtigte                         | 777.490         | 777.490         | 777.490         | 782.674         | 782.674         | 782.674         | - 5.184     | - 5.184     | - 5.184     |
|                                         | Stimmen         | %               | Mand.           | Stimmen         | %               | Mand.           | Stimmen     | %           | Mand.       |
| Abgegebene Stimmen                      | 739.149         | 95,07 %         | 56              | 740.454         | 94,61 %         | 56              | - 1.305     | + 0,46 %    |             |
| Ungültige Stimmen                       | 10.265          | 1,39 %          |                 | 7.110           | 0,96 %          |                 | + 3.155     | + 0,43 %    |             |
| Gültige Stimmen                         | 728.884         | 98,61 %         |                 | 733.344         | 99,04 %         |                 | - 4.460     | - 0,43 %    |             |
| Partei                                  |                 |                 |                 |                 |                 |                 |             |             |             |
| Österreichische Volkspartei (ÖVP)       | 388.283         | 53,27 %         | 31              | 356.325         | 48,59 %         | 28              | + 31.958    | + 4,68 %    | + 3         |
| Sozialistische Partei Österreichs (SPÖ) | 300.189         | 41,18 %         | 23              | 327.906         | 44,71 %         | 26              | - 27.717    | - 3,53 %    | - 3         |
| Freiheitliche Partei Österreichs (FPÖ)  | 30.608          | 4,20 %          | 2               | 38.641          | 5,27 %          | 2               | - 8.033     | - 1,07 %    | 0           |
| Kommunistische Partei Österreichs (KPÖ) | 9.804           | 1,35 %          | 0               | 9.904           | 1,35 %          | 0               | - 100       | 0           | 0           |